# Marion (Utah)
Pour les articles homonymes, voir Marion.
Marion est une census-designated place du comté de Summit, dans l'État de l'Utah, aux États-Unis. En 2020, elle compte une population de 676 habitants.